# Franz Zech
Franz Zech (* 4. Juli 1914 in Tittmoning; † 21. März 1995 in Traunstein) war ein deutscher Arzt, Lokalpolitiker und vielfältiger Kulturpromotor.

## Leben
Nach dem Abitur im Humanistischen Gymnasium des Benediktinerklosters Metten studierte Zech ab 1934 in München Medizin und wurde nach der Promotion 1940 als Militärarzt eingezogen. Während der Kriegsjahre war er in Russland und auf Kreta im Einsatz. Nach Kriegsende verbrachte er einige Monate in amerikanischer Kriegsgefangenschaft. Im November 1947 konnte er in Grassau eine vakante Arztpraxis übernehmen. 1948 heiratete er dort Johanna Rieder. Ab 1968 war ihm einer fortschreitenden Rückenmarkserkrankung wegen die Fortführung seiner ärztlichen Tätigkeit nicht mehr möglich. Zuvor war er von 1960 bis 1976 Gemeinderat in Grassau, fungierte auch als Vertreter der Bayernpartei im Kreistag und war zeitweise  stellvertretender Landrat. Schon damals setzte er sich für die Belange seiner Heimat ein. So wäre die Rettung und Restaurierung der historischen Streichen-Kirche bei Schleching ohne seine wesentliche Mithilfe nicht möglich gewesen. 
Ab 1968 setzte Dr. Zech all seine Kraft für die Verwirklichung seiner weit gespannten kulturellen Ideen und Pläne ein. Einiges konnte er erreichen. Schon 1961 gründete er zusammen mit Dr. Hugo Decker und Dr. Rupert Dorrer die „Vereinigung der Freunde von Herrenchiemsee e. V.“, deren Vorsitz er 1984 übernahm. Im Mittelpunkt seiner Bemühungen um die Bereinigung der im Lauf der Geschichte auf der Insel entstandenen Schäden stand die Wiederinstandsetzung der Wasserspiele im Park des Königsschlosses mit dem Latonabrunnen und den übrigen Fontänen, die 1992 glücklich abgeschlossen wurde. Ein weiteres Ziel Dr. Zechs, die Erhaltung und Neugestaltung des zu einer Brauerei umgebauten Inseldoms scheiterte bisher an der Finanzierung. 
Auf der benachbarten Fraueninsel fanden auf Veranlassung der „Vereinigung“ durch die Prähistorische Staatssammlung (Dr. Hermann Dannheimer) seit 1984 Ausgrabungen am ehemaligen Benediktinerkloster bzw. Augustiner-Chorherrenstift statt, die den Nachweis einer Besiedelung bis zurück ins 7. Jahrhundert erbrachten. Dr. Zech ist auf der Fraueninsel auch die Gründung eines „Arbeitskreises Torhalle“ mitzuverdanken, der dort eine ständige Ausstellung rund um die Geschichte des karolingischen Torgebäudes einrichtete.
Die Errichtung eines Römermuseums in Seebruck, dem ehemaligen Kastell Bedaium und die Gründung eines durch Bayern geförderten Archäologischen Museums auf Ägina, das 1981 dem griechischen Staat übergeben wurde, gehen auf Dr. Zech zurück. Schließlich war auch die Wiederherstellung des ursprünglichen Zustands des Königsplatzes in München seine Idee.
Im Jahr 1973 projektierte Dr. Zech eine Konzertreihe im Chiemgau, deren Programm eine harmonische Verbindung von Landschaft, Architektur und Musik herstellen sollte. Im August dieses Jahres lud er Dr. Robert Münster, den Leiter der Musiksammlung der Bayerischen Staatsbibliothek, zur Mitarbeit in der Planung ein, dem sich bald auch der Münchner Kirchenmusikdirektor Msgr. Alois Kirchberger anschloss. Umfasste die Veranstaltungsreihe unter dem Titel „Chiemgaukonzerte“ zunächst für zwei Jahre nur die Klosterkirche Frauenchiemsee und die ehemaligen Klosterkirchen Baumburg und Seeon, so konnten die Konzerte mit dem von Dr. Zech geprägten Titel „Musiksommer zwischen Inn und Salzach“ ab 1976 in Kirchen und Sälen der Landkreise Traunstein, Rosenheim, Mühldorf, Altötting und Berchtesgadener Land stattfinden. Wesentlich für die erfolgreiche Realisierung des Projekts war die von Anfang an erfolgte weitschauende, verständnisvolle Unterstützung und Förderung durch den Traunsteiner Landrat Leonhard Schmucker, der bis heute als Schirmherr des „Musiksommers“ fungiert. Auch der Nachfolger Altlandrat Jakob Strobl setzte sich weiter für den „Musiksommer“ ein. Fünfzehn Jahre hindurch hat Dr. Zech zusammen mit seinen beiden Mitarbeitern den mehrfach nachgeahmten „Musiksommer zwischen Inn und Salzach“ betreut. Justus Franz bestätigte ihm, dass die Anregung zur Gründung des Schleswig-Holstein-Festivals auf  den Erfolg des „Musiksommers“ zurückgeht. Dr. Zech wollte keine Reihung von „Wald und Wiesen Programmen“. Seine Idee war: Musik und historischer Raum, vom gleichen Geist und Lebensgefühl getragen, begegnen sich und verschmelzen zu einem Gesamtkunstwerk in den Kirchen und Sälen des Musiksommers. Entsprechend seiner Konzeption kamen neben bewährten Musikwerken der Klassik auch viele Kompositionen aus der Region erstmals nach langer Zeit wieder zur Aufführung: Musik aus bayerischen Klöstern (zu welcher Dr. Münster und Msgr. Kirchberger zahlreiche Aufführungsmaterialien eigenhändig erstellten), auch Musik von Mozart (erste öffentliche Aufführung der von Dr. Münster wiederentdeckten Jugend-Sinfonie KV 19a), Michael Haydn (erste Aufführungen der für Frauenchiemsee komponierten Chiemseemesse und der Herrenchiemseer Festkantate), aber auch unbekannte Jugendwerke von Richard Strauss und Carl Orff.
Als erstem Vorsitzenden der „Vereinigung der Freunde von Herrenchiemsee e. V.“ waren die von Dr. Zech eingeführten, von 1990 bis 1994 jährlich einmal veranstalteten Konzerte im Spiegelsaal des Schlosses Herrenchiemsee ein besonders geliebtes Projekt. Ständiges Gastorchester war das Göttinger Symphonieorchester unter der bewährten Leitung von Christian Simonis, dem vormaligen Chefdirigenten der Reichenhaller Philharmoniker. Dr. Zech behielt die Konzerte auch nach der Übergabe der Leitung des „Musiksommers“ an seine Nachfolger 1991 in seiner Obhut. Hier erklangen u. a. die Ludwig II. gewidmete 7. Symphonie von Anton Bruckner und selten zu hörende Tondichtungen des vom König hochgeschätzten Franz Liszt. Für die Jahre 1995 bis 1997 lagen noch fertige Pläne vor, doch noch im Todesjahr Dr. Zechs wurden die Konzerte von der „Vereinigung“ eingestellt.

## Auszeichnungen
Für seine vielfachen Verdienste erhielt Dr. Zech das Bundesverdienstkreuz 1. Klasse und den
Bayerischen Verdienstorden. Die Gemeinden Grassau und Chiemsee verliehen ihm die Ehrenbürgerschaft.

## Schriften
- Ein neuer Königsplatz. Grassau: 1966. 47 S.